# Sandbæk (Kappel)
 Sandbæk (dansk) eller Sandbek (tysk) er en landsby beliggende nord for Kappel i det østlige Angel i Sydslesvig. Administrativt hører stedet under Kappel Kommune i Slesvig-Flensborg kreds i den nordtyske delstat Slesvig-Holsten. I kirkelig henseende hører Sandbæk under Kappel Sogn. Sognet lå i Kappel Herred (Gottorp Amt), da området tilhørte Danmark.
Sandbæk er første gang nævnt 1498. Stednavnet beskriver beliggenheden ved en sandet bæk, her Sandbæk (Møllebæk).
Fæsterne stod i middelalderen under Slesvig Domkapitel. I 1530 dannede landsbyen faktisk et eget fogderi, selvom den formelt stod under Slesvig bys magistrat som domkirkens medpatron. Domkirkens præst forblev Sandbæks formelle ejer. Sandbæk havde i de følgende år status som adeligt gods, selvom landsbyen hverken havde en adelig ejer eller var en hovedgård. Sandbæk er et af de steder i Slesvig / Sønderjylland, der indtil 1864 stod med en meget indviklet rets- og forvaltningshistorie. I 1938 dannede Sandbæk sammen med Grimsnæs, Melby og Studebøl kommunen Melby, inden den i januar 1974 blev indlemmet i købstaden Kappel. Nordvest for Sandbæk ligger den cirka 130 hektar store Drølt Skov.

## Kendte
- Claus Stallknecht (1681-1734), dansk bygmester og arkitekt